# Ludovic Vallée
Pour les articles homonymes, voir Vallée (homonymie).
Ludovic Vallée (né  Joseph Louis Marie Vallée le 11 octobre 1864 à Paris, où il est mort le 16 septembre 1939) est un peintre pointilliste français.

Il est évoqué par Louise Hervieu qui semble l'avoir un temps côtoyé : 
"Durant la période d'avant-guerre, un esprit hantait ces eaux et ces verdures charmantes. Dans les allées dociles, le bon peintre Ludovic Vallée, en macfarlane et en souliers jaunes, plantait son menu chevalet de campagne. Il n'abandonnait sa cigarette, souvent tous feux éteints, que pour quelque plaisant propos. Un public l'entourait, ignorant du pointillisme, mais que retenait ce travail soyeux et diapré où la couleur pure s'égouttait et se divisait comme une eau traversée de lumière. Quant au soleil, dans un ensemble où tout participait à une joie sans ombre, le peintre en usait comme d'un or fondu dont il rehaussait le rose du teint et la robe blanche des jeunes femmes qu'il traitait comme les fleurs véritables de son tableau".